# Белль (Міссурі)
Белль (англ. Belle) — місто (англ. city) в США, в округах Меріс і Осейдж штату Міссурі. Населення — 1381 особа (2020).

## Географія
Белль розташований за координатами 38°17′6″ пн. ш. 91°43′17″ зх. д. / 38.28500° пн. ш. 91.72139° зх. д. (38.285138, -91.721466).  За даними Бюро перепису населення США в 2010 році місто мало площу 3,46 км², з яких 3,46 км² — суходіл та 0,00 км² — водойми.

## Демографія
Згідно з переписом 2010 року, у місті мешкало 1545 осіб у 659 домогосподарствах у складі 408 родин. Густота населення становила 446 осіб/км².  Було 734 помешкання (212/км²).
Расовий склад населення:
| - 97,5 % — білих - 0,2 % — чорних або афроамериканців - 0,1 % — корінних американців |

До двох чи більше рас належало 1,6 %. Частка іспаномовних становила 1,4 % від усіх жителів.
За віковим діапазоном населення розподілялося таким чином: 26,7 % — особи молодші 18 років, 57,6 % — особи у віці 18—64 років, 15,7 % — особи у віці 65 років та старші. Медіана віку мешканця становила 36,2 року. На 100 осіб жіночої статі у місті припадало 94,6 чоловіків;  на 100 жінок у віці від 18 років та старших — 87,6 чоловіків також старших 18 років.
Середній дохід на одне домашнє господарство  становив 39 206 доларів США (медіана — 26 611), а середній дохід на одну сім'ю — 47 155 доларів (медіана — 30 417). Медіана доходів становила 36 429 доларів для чоловіків та 24 875 доларів для жінок. За межею бідності перебувало 34,0 % осіб, у тому числі 39,9 % дітей у віці до 18 років та 26,6 % осіб у віці 65 років та старших.
Цивільне працевлаштоване населення становило 682 особи. Основні галузі зайнятості: освіта, охорона здоров'я та соціальна допомога — 27,6 %, виробництво — 18,0 %, роздрібна торгівля — 15,2 %.